# Distretto di Tajšir
Il distretto di Tajšir è uno dei diciotto distretti (sum) in cui è suddivisa la provincia del Gov'-Altaj, in Mongolia. Conta una popolazione di 1.536 abitanti (censimento 2009). 